# Nuottijärvi (sjö i Kajanaland, lat 64,15, long 27,52)
Nuottijärvi är en sjö i Finland. Den ligger i kommunen Kajana i landskapet Kajanaland, i den centrala delen av landet, 500 km norr om huvudstaden Helsingfors. Nuottijärvi ligger 163 meter över havet. Den är 3,4 meter djup. Arean är 32,4 hektar och strandlinjen är 2,72 kilometer lång. Sjön  ingår i Uleälvens huvudavrinningsområde. 